# Пам'ятник Богданові Хмельницькому (Зборів)
Пам'ятник Богданові Хмельницькому у Зборові — скульптура Богдана Хмельницького, що знаходиться у Зборові в міському парку і з музеєм «Зборівська битва» вважається своєрідною візитівкою міста. У 1954 році пам'ятник був встановлений на бульварі Тараса Шевченка в Тернополі, а потім вже перевезено на нинішнє місце.

## Історія

### Будівництво пам'ятника
У 1954 році в Радянському Союзі на державному рівні відзначали 300-ліття Переяславської Ради, яке вони називали «возз'єднанням України з Росією»: встановлювалися пам'ятники Богданові Хмельницькому, давалися концерти, проводились виставки та конкурси в усіх регіонах республіки.
Тоді ж було встановлено пам'ятник Богданові Хмельницькому й у Тернополі. Спершу він був розташований на бульварі Тараса Шевченка від вулиці Руської, навпроти Парафіяльного костелу РКЦ.

### Перенесення пам'ятника
Наприкінці 1950-х пам'ятник Богданові Хмельницькому перенесли на новий житловий масив «Дружбу» і встановили в районі сучасного навчального корпусу № 11 ТНЕУ. У травні 1969 року на масиві «Дружба» на майдані Перемоги поблизу сучасного навчального корпусу № 3 ТНЕУ встановили на п'єдестал танк Т-34.
Та коли повністю облаштовували майдан Перемоги, вирішили, що пам'ятник гетьмана вже не вписується в новий житловий масив. Відтак Богдана Хмельницького віддали у Зборів.